# Number Ones (álbum de Bee Gees)
Number Ones (Números Uno) es un álbum de grandes éxitos de los Bee Gees lanzado en 2004. Incluye 18 de sus más grandes hits y un tributo al hermano menor de los Gibb, Maurice, quien murió en 2003. Es su último álbum lanzado por Universal Records. 

## Lista de canciones

### Lanzamiento en América
1. "Massachusetts"
2. "World"
3. "Words"
4. "I've Gotta Get a Message to You"
5. "I Started a Joke"
6. "Don't Forget to Remember"
7. "Lonely Days"
8. "How Can You Mend a Broken Heart?"
9. "Jive Talkin'"
10. "You Should Be Dancing"
11. "Love So Right"
12. "How Deep Is Your Love"
13. "Stayin' Alive"
14. "Night Fever"
15. "Too Much Heaven"
16. "Tragedy"
17. "Love You Inside Out"
18. "You Win Again"
19. "Man in the Middle"

### Lanzamiento en Europa y Australia
1. "Massachusetts"
2. "World"
3. "Words"
4. "I've Gotta Get a Message to You"
5. "I Started a Joke"
6. "Don't Forget to Remember"
7. "How Can You Mend a Broken Heart?"
8. "Jive Talkin'"
9. "You Should Be Dancing"
10. "How Deep Is Your Love"
11. "Stayin' Alive"
12. "Night Fever"
13. "Too Much Heaven"
14. "Tragedy"
15. "More Than a Woman"
16. "Love You Inside Out"
17. "You Win Again"
18. "Man in the Middle"
19. "Islands in the Stream"
20. "Immortality" (Versión demo, también presente en The Record)

## Lista actual de Números Uno de los Bee Gees
| No.1                             | País |
| -------------------------------- | --- |
| Spicks and specks                | Nueva Zelanda |
| Massachusetts                    | Chile, Reino Unido, Alemania, Países Bajos, Noruega, Australia, Nueva Zelanda, Sudáfrica, Japón, Malasia, Singapur, Canadá, Austria, Suecia |
| World                            | Alemania, Países Bajos |
| I've Gotta Get A Message To You  | Reino Unido, Italia, Irlanda, Sudáfrica |
| I Started A Joke                 | Nueva Zelanda, Canadá, Australia, Dinamarca                                                                                                 |
| Words                            | Alemania, Países Bajos, Suiza |
| Don't Forget To Remember         | Países Bajos, Irlanda, Nueva Zelanda, Sudáfrica, Dinamarca                                                                                  |
| Lonely Days                      | Canadá |
| How Can You Mend a Broken Heart? | Estados Unidos, Canadá |
| My world                         | Hong Kong |
| Saw A New Morning                | Hong Kong |
| Wouldn't I Be Someone            | Hong Kong |
| Jive Talkin'                     | Estados Unidos, Canadá |
| You Should Be Dancing            | Estados Unidos, Canadá |
| Love so right                    | Brasil |
| How Deep Is Your Love            | Estados Unidos, Chile, Francia Canadá, Finlandia                                                                                            |
| Stayin' Alive                    | Estados Unidos, Canadá, Brasil, Chile, México, Países Bajos, Italia, Francia, España, Australia, Nueva Zelanda, Sudáfrica                   |
| Night Fever                      | Estados Unidos, Canadá, Brasil, Reino Unido, España, Irlanda                                                                                |
| Too Much Heaven                  | Estados Unidos, Brasil, Argentina, Chile, Italia, España, Noruega, Nueva Zelanda, Sudáfrica, Suecia, Canadá                                 |
| Tragedy                          | Estados Unidos, Reino Unido, Italia, España, Irlanda, Francia, Nueva Zelanza, Canadá                                                        |
| Love You Inside Out              | Estados Unidos, Canadá |
| He's a liar                      | Grecia |
| You Win Again                    | Reino Unido, Alemania, Dinamarca, Irlanda, Noruega, Suiza, Austria, Luxemburgo, Hong Kong                                                   |
| ESP                              | Alemania |
| One                              | Brasil |
| For whom the bell tolls          | Brasil |
| Alone                            | Hong Kong, Malasia, Tailandia |
| Immortality                      | Brasil |